# 窦泽成
窦泽成（1997年1月22日—），河南郑州人，中国职业高尔夫球运动员。
窦泽成于2014年10月起出战职业赛场。2015年，他在美巡中国赛中进入奖金榜前五名，被评为年度最佳新秀。2016年，他首先在安德鲁斯河南公开赛中夺得了职业生涯的首个冠军，此后又连续在联投置业武汉公开赛、苏宁置业·南京钟山公开赛与玉龙湾云南公开赛中夺魁。最终，他成为了2016年美巡中国赛的奖金王，并获得了美巡赛次级赛韦伯网巡回赛的全卡资格。
2017年7月，窦泽成在韦伯网巡回赛的数码盟友公开赛中夺冠，不仅成为了首位获韦巡赛冠军的中国选手，也成为了首位获得美巡赛参赛资格的中国内地选手。